# Abaurregaina/Abaurrea Alta
Abaurregaina/Abaurrea Alta (baskisch Abaurregaina, spanisch Abaurrea Alta) ist ein Ort und eine Gemeinde im baskischsprachigen Teil der Autonomen Gemeinschaft Navarra mit 119 Einwohnern (Stand: 2024).

## Lage
Abaurregaina/Abaurrea Alta liegt etwa 50 Kilometer ostnordöstlich von Pamplona nahe der Grenze zwischen Frankreich und Spanien in einer Höhe von ca. 1040 m. Die Gemeinde gehört zum Tal von Aezkoa.

## Sehenswürdigkeiten
- Peterskirche
- Michaeliskapelle